# Arlindo Marçal

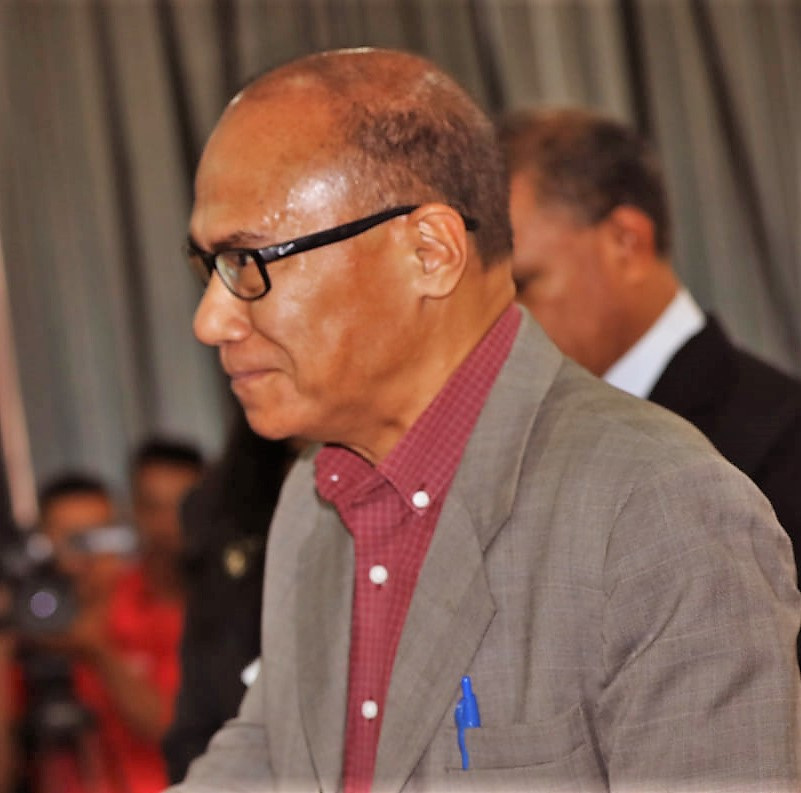
Arlindo Marçal (2020)

Arlindo Francisco Marçal (* 31. Mai 1960 in Same, Portugiesisch-Timor) ist ein osttimoresischer Politiker, Diplomat und protestantischer Priester.

## Werdegang
Marçal studierte Theologie in Kupang und an der Universitas Kristen Duta Wacana (UKDW) Yogyakarta/Indonesien. 1992 wurde er als Moderator Führer der protestantischen Christliche Kirche Osttimors (indonesisch Gerja Kristen Timor Timur GKTT). Unter ihm ging die GKTT auf Distanz zu den indonesischen Besatzern. Die GKTT wurde Mitglied des Reformierten Weltbundes und Marçal positionierte sich als Befürworter der Unabhängigkeit Osttimors, der bei Christen im Ausland um Unterstützung warb. So war er Gast zweier Generalversammlungen der Presbyterianischen Kirchen in den USA. Bei der Gründung der NGO Yayasan HAK 1996 spielte Marçal eine entscheidende Rolle.
1999 war Marçal Mitbegründer der Partido Democrata Cristão (PDC), deren Generalsekretär er wurde und die er im Conselho Nacional de Resistência Timorense (CNRT) vertrat. Seinen Posten als Moderator der GKTT gab er 2002 ab. Zeitweise fusionierte die PDC mit der União Democrata-Crista de Timor (UDC) und Marçal wurde zusammen mit Vicente da Silva Guterres Vorsitzender der UDC/PDC. Doch schon 2000 spaltete sich die PDC als Neugründung wieder ab und die UDC/PDC bildete eine eigene Partei, bis sie schließlich in der PDC aufging. Marçal wurde als Generalsekretär von Júlio Pereira abgelöst.
Marçal trat auf Platz 2 der Wahlliste der PDC bei den Wahlen zur Verfassunggebenden Versammlung 2001 erfolgreich an. In der Verfassunggebenden Versammlung war Marçal von 2001 bis 2002 stellvertretender Präsident, schied aber vorzeitig aus dem Parlament aus, da er nach der Unabhängigkeit Osttimors am 20. Mai 2002 im Oktober zum ersten Botschafter Osttimors in Indonesien ernannt wurde. Er übte das Amt von 2003 bis 2007 aus. Hier  wurde er von Ovídio Amaral abgelöst.
Im August 2008 wurde Marçal Vorsitzender der neugegründeten Igreja Evangélica Presbiteriana de Timor-Leste (IEPTL). Das Amt hatte er bis 2011 inne. Zudem war er Rektor der Universidade de Díli (UNDIL).
Später arbeitete Marçal in Dili als Anwalt und gründete die NGO Hametin. Seit 2017 ist er Mitglied des Aufsichtsrats des Centro Nacional Chega! (CNC). Seine Amtszeit wurde 2020 bis 2023 verlängert.